# Helmut Stürmer
Helmut Stürmer (* 7. Februar 1942 in Timișoara, Königreich Rumänien) ist ein deutscher Bühnenbildner und Kostümbildner.

## Leben
Stürmer studierte an der Nicolae-Grigorescu-Kunstakademie in Bukarest bei Paul Bortnovski. 1967 schloss er sein Studium mit einem Diplom ab. Von 1968 bis 1977 arbeitete er als Bühnenbildkünstler am Theater in Sibiu (deutsch Hermannstadt) und am Teatrul Bulandra in Bukarest. Parallel dazu arbeitete er an Spielstätten in rumänischen Städten wie Arad, Cluj, Iași, Brașov, Pitești, Ploiești und Timișoara.
Bis 1977 war Stürmer bei fünf nationalen Filmproduktionen als Bühnenbildner und/oder Kostümbildner tätig: Nunta de piatră, Duhul aurului, Tănase Scatiu, Dincolo de nisipuri und Rătăcire.
1971 und 1975 arbeitete er am Stadttheater Köln als Bühnenbildner in Stücken von Tolstoi, Georges Feydeau und Heinrich Böll, gefolgt von einer Tätigkeit beim Stadttheater München (1976) und beim Old Tote Theatre, Sydney, Australien (1977). 1977 übersiedelte Stürmer in die Bundesrepublik Deutschland und arbeitete an vielen namhaften Theatern Deutschlands und im europäischen Ausland.

## Auszeichnungen
- 1974: Rumänische Union der Bildenden Künstler Auszeichnung für Hamlet von William Shakespeare, Nottara Theater, Regie: Dinu Cernescu
- 1975: bestes Bühnenbild für einen historischen Film, für Tănase Scatiu, Regie: Dan Pița
- 2001: Rumänische Theaterunion (UNITER), Auszeichnung für das beste Bühnenbild für das Stück So ist es (wenn es Ihnen scheint), Nationaltheater Craiova, Regie: Vlad Mugur
- 2004: UNITER Auszeichnung für sein Lebenswerk; Auszeichnung der Rumänischen Union der Bildenden Künstler für Bühnenbild; Auszeichnung des Ungarischen Theaterfestivals Pécs für bestes Bühnenbild und bestes Kostümbild der Spielzeit 2005–2006 für das Stück Troilus und Cressida vom Katona-Joszef-Theater, Budapest, Ungarn, Regie: Silviu Purcarete
- 2006: Auszeichnung der ungarischen Theaterkritiker für das beste Stück der Theatersaison 2005–2006, und für das beste Bühnenbild und das beste Kostümbild, für dasselbe Stück

## Bibliografie
- Claus Stephani: Verantwortung gegenüber der Gesellschaft.  Gespräch mit Helmut Stürmer.  In: Volk und Kultur (Bukarest), 23/12, 1971, S. 24–26.
- Claus Stephani: „Pantoffeldeutsche schlafen viel“.   NL-Gespräch mit Helmut Stürmer. In: Neue Literatur (Bukarest), 22/9, 1971, S. 117–119.